# Kirchhaslach
Kirchhaslach é um município da Alemanha, situado no distrito de Baixa Algóvia, no estado da Baviera. Tem 32,04 km² de área, e sua população em 2019 foi estimada em 1 298 habitantes.

## Edifícios

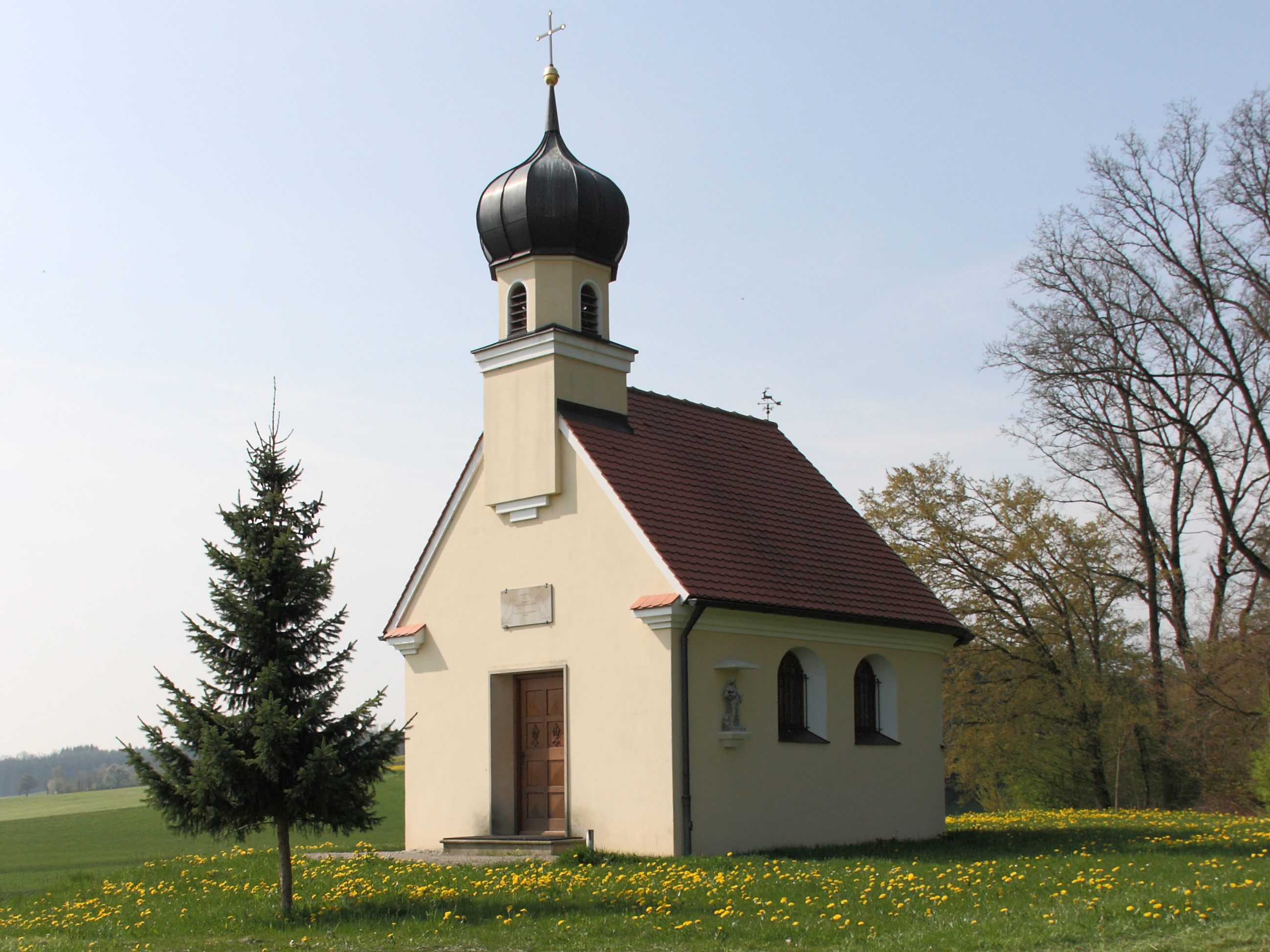
Fugger-Chapel, vista do Nordeste
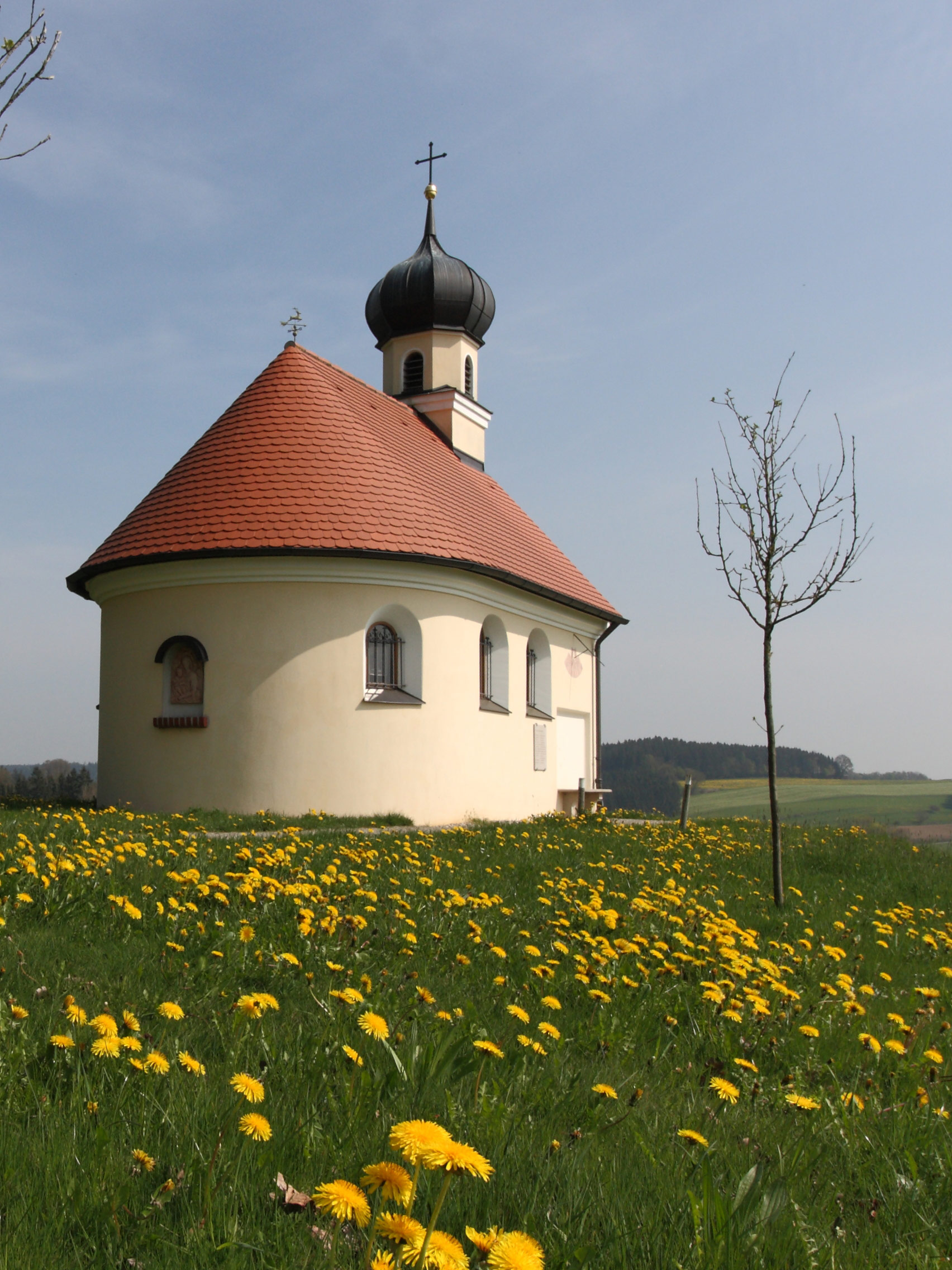
Fugger-Chapel, vista do sudoeste
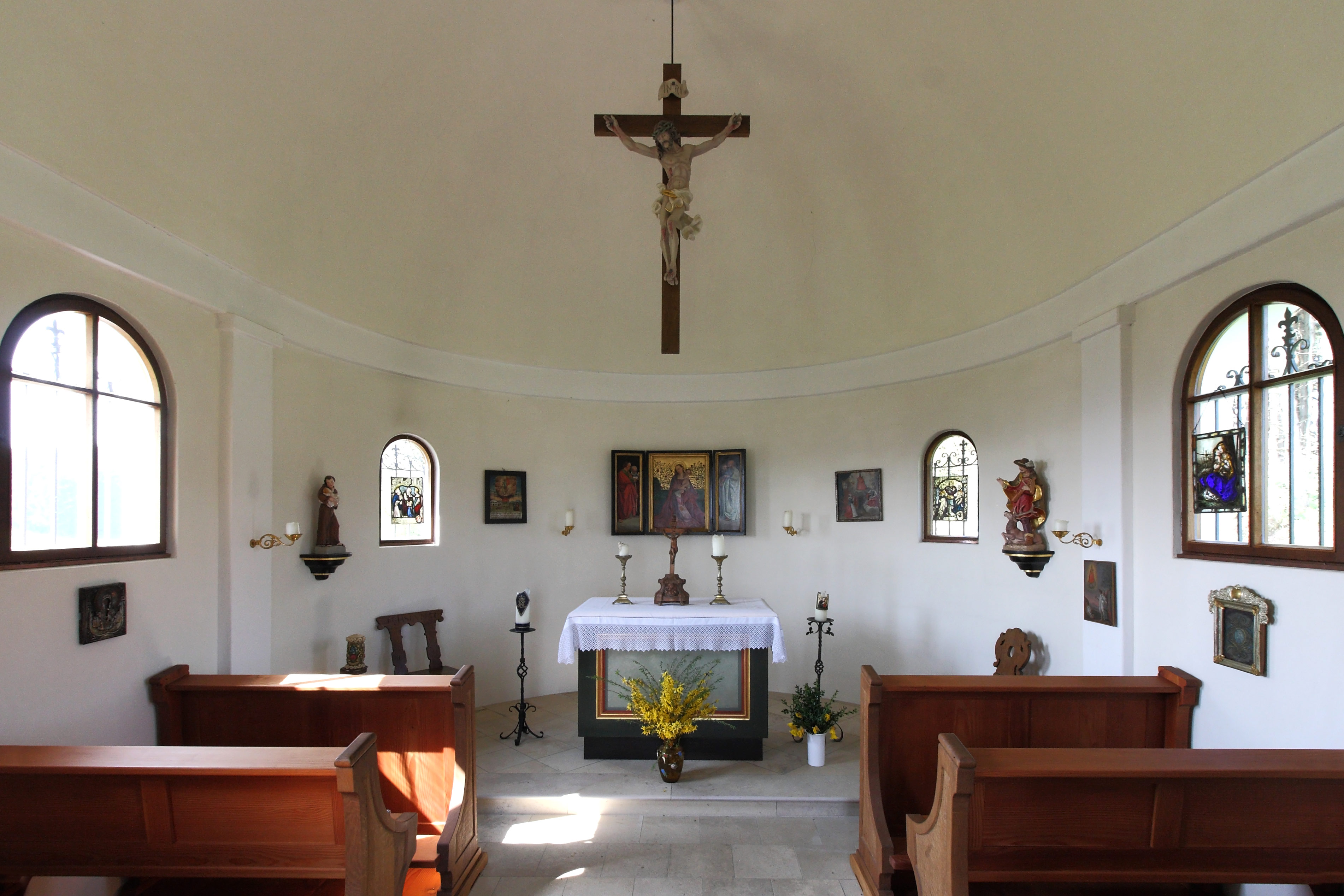
Fugger-Capela
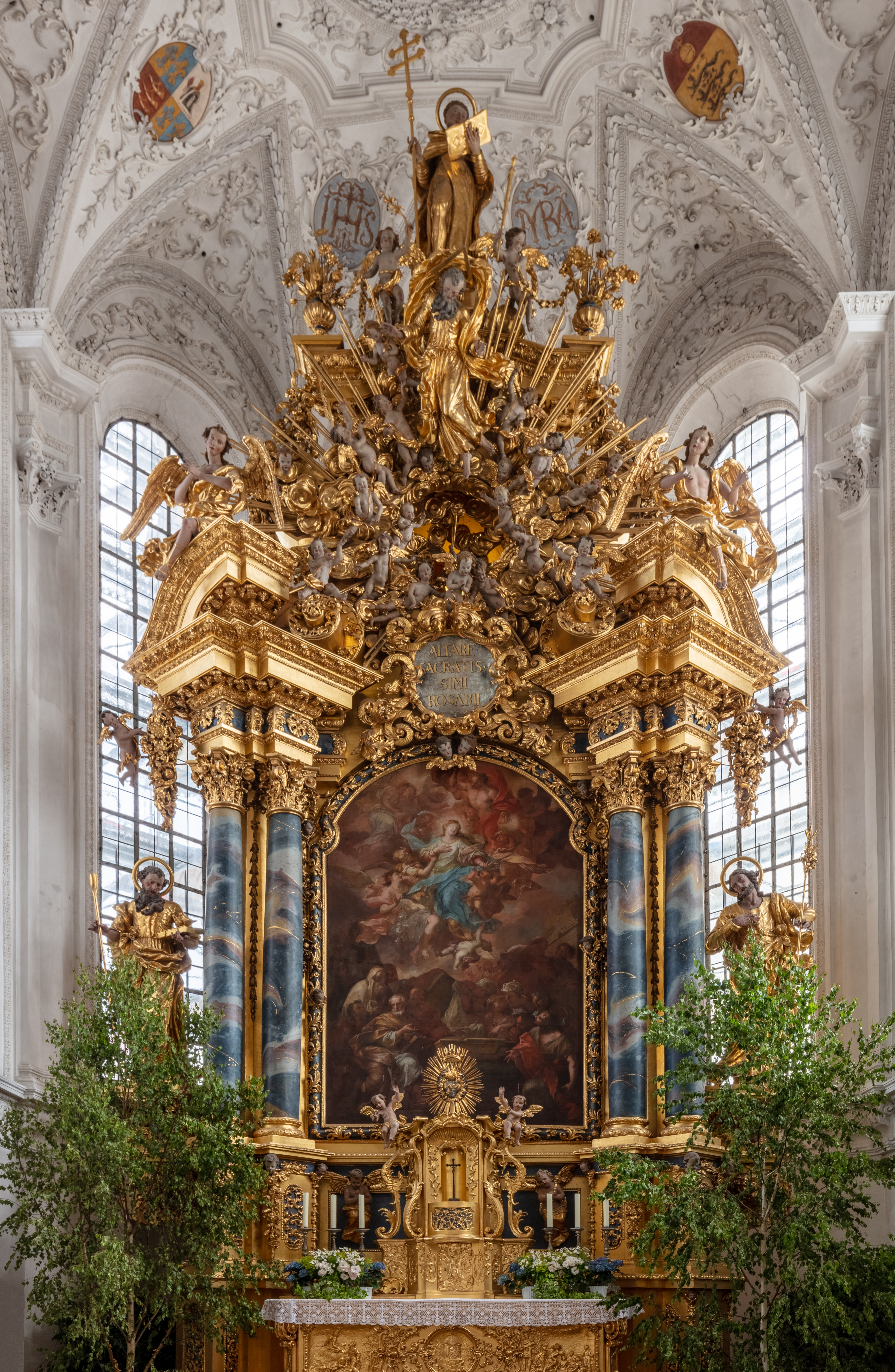
Igreja paroquial Kirchhaslach, altar-mor
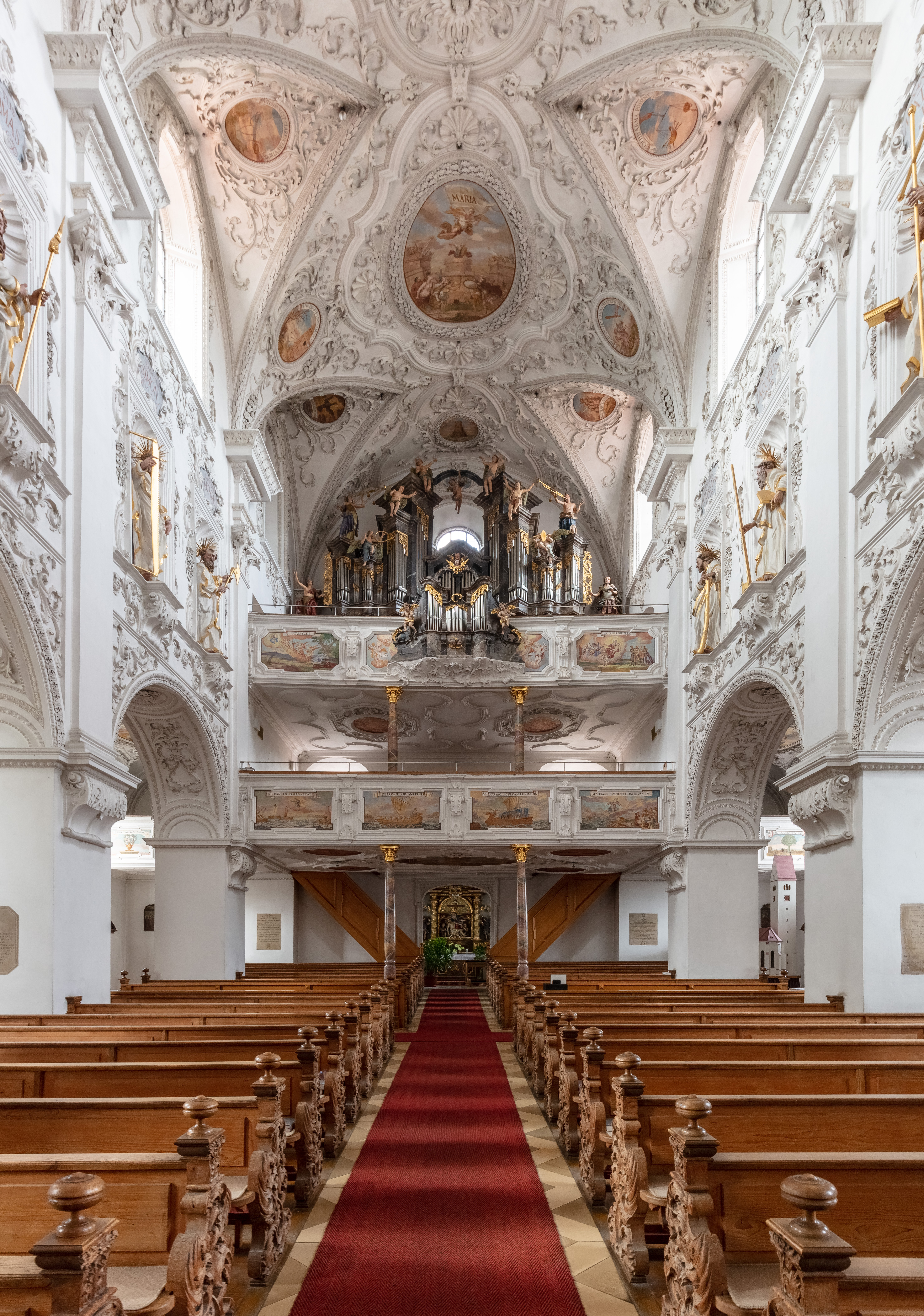
Igreja paroquial Kirchhaslach, nave e vista do tubo de órgão
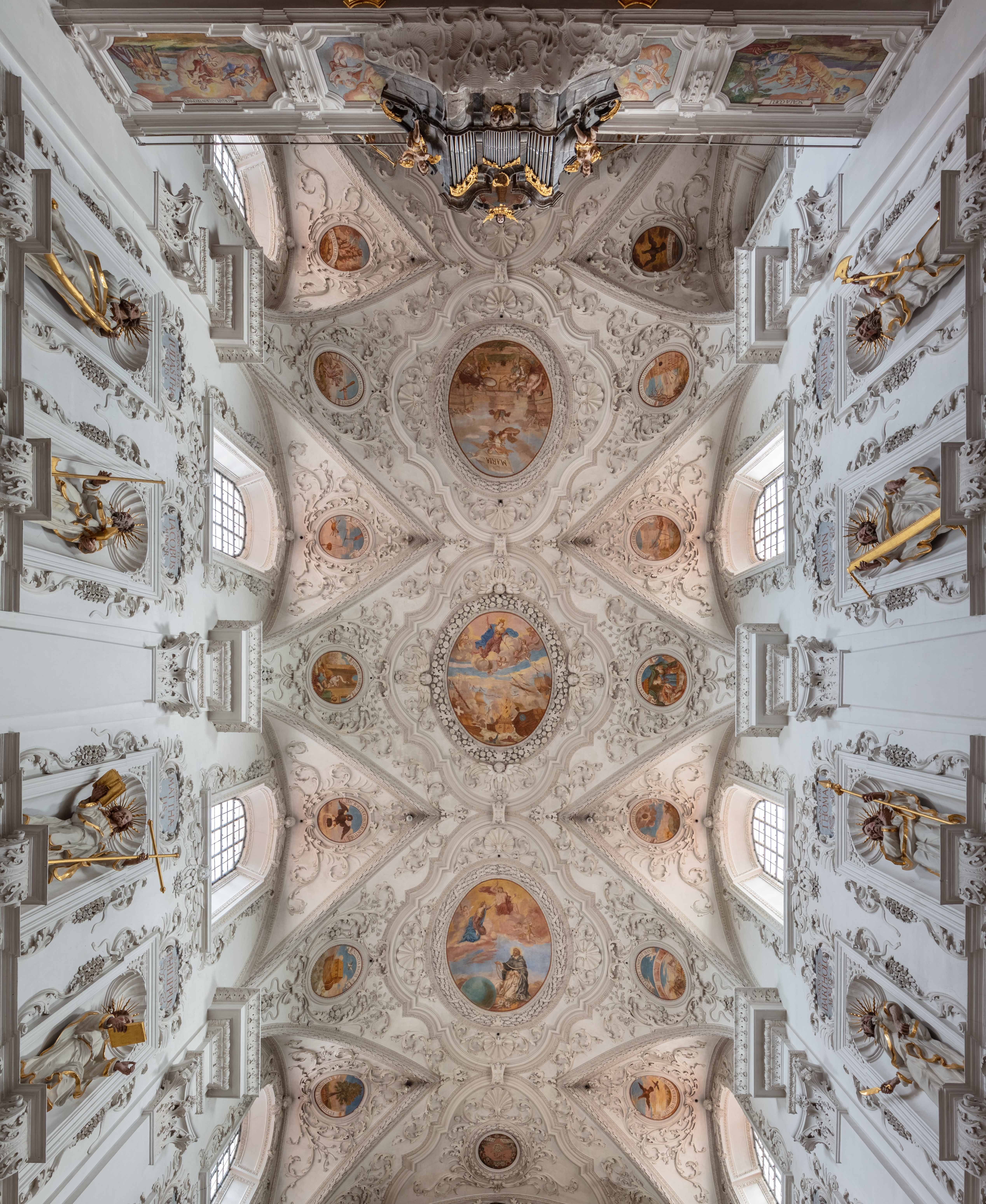
Igreja paroquial Kirchhaslach, teto